# Vitkoviće
Vitkoviće (cyr. Витковиће) – wieś w Serbii, w okręgu raskim, w mieście Novi Pazar. W 2011 roku liczyła 36 mieszkańców.